# 大叶鼠尾草
大叶鼠尾草（学名：Salvia grandifolia）为唇形科鼠尾草属的植物，是中国的特有植物。分布在中国大陆的四川、云南等地，生长于海拔2,000米至3,000米的地区，一般生长在江边坡地，目前已由人工引种栽培。